# 石川桜所
石川 桜所（いしかわ おうしょ、文政8年（1825年） - 明治15年（1882年）2月20日）は、幕末の蘭方医。幕府奥医師。通称玄貞。実名良信。桜所は号。初名は千葉山庵。

## 経歴
文政8年（1825年）、陸奥国登米郡桜場村（現・宮城県登米市）に生まれる。安政5年（1858年）、大槻俊斎・伊東玄朴らと図り、お玉が池種痘所設立。文久2年（1862年）8月23日、陸奥国仙台藩医より幕府医師に登用され、奥医師となる。同年12月16日、法眼に叙せらる。慶応2年（1866年）12月18日、法印に昇叙、香雲院と号す。蟄居する徳川慶喜に従い水戸に下り、仙台に帰った。明治以降は松本良順に招かれ兵部省軍医寮の次官、陸軍軍医監などを勤めた。明治15年（1882年）没。谷中霊園に葬る。